# Кадыров, Алишер Келдиевич
Алише́р Келди́евич Кады́ров (узб. Alisher Keldiyevich Qodirov; род. 12  марта 1975, Ташкент) — узбекистанский правый политический деятель, с 22 мая 2019 года лидер демократической партии «Миллий тикланиш» («Национальное возрождение»), с 2015 года депутат законодательной палаты Олий Мажлиса Республики Узбекистан.

## Биография
В 1996 году окончил Эгейский университет (Измир, Турция), в 2009 году Ташкентский финансовый институт (заочно), в 2011 году Академию государственного управления при Президенте Республики Узбекистан. По профессии филолог и экономист. По национальности узбек, владеет узбекским, русским, турецким и английским языками. Женат, имеет четверых детей.
В 1996—1997 годах работал ведущим специалистом управления министерства по внешнеэкономическим связям, инвестиции и торговли по Джизакской области. В 1997—2008 годах работал ведущим специалистом управления государственного имущества и поддержки предпринимательства по Джизакской области. В 2008—2015 годах являлся руководителем управления по внешнеэкономическим связям, инвестиции и торговли по Джизакской области.
В 2015 году избран депутатом от демократической партии «Миллий тикланиш» в законодательную палату Олий Мажлиса Республики Узбекистан. В 2017 году стал заместителем председателя комитета по бюджетно-экономическим реформам Олий Мажлиса, а также членом комитета по международным делам и межпарламентским связям Олий Мажлиса, также являясь руководителем республиканского центра духовности и просвещения.
22 мая 2019 года избран лидером демократической партии «Миллий тикланиш», заменив Сарвара Атамурадова.
Сторонник обязательного использования узбекского языка.
Набрал 5,5 % на президентских выборах 2021 года в Узбекистане.

## Высказывания
В ходе своей предвыборной кампании в 2021 году говорил, что считает своим главным конкурентом лишь Шавката Мирзиеева.
Алишер Кадиров высказал критику в отношении Пётра Толстого в желании последнего строить русскоязычные школы за счёт денег которые мигранты пересылают на Родину. В сентябре 2023 года после слов Евгения Фёдорова о «незаконном» выходе республик из СССР Кадиров сообщил: «России, похоже, как всегда, хватает своих дураков…».
В 2024 году после того как Михаил Смолин на очередном политическом ток-шоу заявил что «узбеков, казахов и азербайджанцев до 1917 года не существовало» Алишер Кадыров призвал ограничить вещание российских каналов, так как «в последнее время мы не слышим ничего, кроме шовинистических высказываний на русском языке…».
26 сентября 2024 года после избиения учительницей русскоязычного ребёнка в Ташкенте заявил, что «Право ребёнка нарушено в школе Республики Узбекистан, в отношении ребёнка гражданина Узбекистана, и меры будут приняты на основании законов, принятых от имени народа Узбекистана! Вместо того, чтобы беспокоиться о наших внутренних делах, было бы правильно, если бы они занимались собственными проблемами, которых у них предостаточно».